# O' Valley
O' Valley es una ciudad y nagar Panchayat situada en el distrito de Nilgiris en el estado de Tamil Nadu (India). Su población es de 21943 habitantes (2011). Se encuentra a 65 km de Udhagamandalam .

## Demografía
Según el censo de 2011 la población de O' Valley era de 21943 habitantes, de los cuales 10672 eran hombres y 11271 eran mujeres. O' Valley tiene una tasa media de alfabetización del 86,74%, superior a la media estatal del 80,09%: la alfabetización masculina es del 92,80%, y la alfabetización femenina del 81,05%.